# 矢野村強盗殺人事件
矢野村強盗殺人事件（やのむらごうとうさつじんじけん）とは、1947年（昭和22年）兵庫県赤穂郡矢野村（現在の相生市）で起こった強盗殺人事件である。

## 事件
1947年5月23日の夜、矢野村の農家に住むこの家の妻（35歳）は、床がきしむ音で目を覚ました。思わず叫び声をあげたが、男に斧で殴られ死亡した。この騒ぎで夫（37歳）も目を覚まし起き上がったが、同じように男に斧で殴られ死亡した。そして侵入者は57点の衣類を盗み、逃走した。

## 逮捕・裁判
事件後まもなく、兵庫県相生署に二人の男が逮捕された。男たちは兄弟であった。兄は警察や公判でも幾度も供述を変えていたが、主犯は窃盗の前科のある弟であるという点は兄弟で一貫していた。
そして、一審（神戸地裁姫路支部）で兄は無期懲役、弟は死刑判決を受けた。兄は控訴せず神戸刑務所で服役し、弟は大阪拘置所へ入所した。

## 兄が主犯であるとの主張
ある日、大阪拘置所の教戒師に兄弟の姉が面会に訪れて言うには、弟は窃盗の前科があり未婚で、兄は前科もなければ病弱で既婚であったことから、弟が兄の身代わりになったのではないかとのことであった。教戒師が事の真相を弟に問いただすと、実は強盗も殺人もすべて兄が主犯である、と白状した。弟が言うには、「兄に誘われ強盗のつもりで古斧を下げてあの家の裏口から押し入った。自分が窓際に立っていたところ、兄の足音で目を覚ました被害者を、兄が斧で撲殺した。兄に斧を捨ててくるよう命令され、斧を便所に遺棄した。便所から戻ってきたら兄が衣類をリュックに押し込んでいた。だから自分は斧を捨てただけである。しかし、自分がこれら一切の罪をかぶることを決め、逮捕された際に相生署の隣り合わせの房の小窓を通じて、兄には何も知らないと言い張れとすすめた、のだという。
弟は控訴し、主犯は兄だと主張した。控訴審で兄が証人として呼ばれたが、「弟が殺りました」と答えた。1948年7月、大阪高裁は、弟の控訴を棄却した。弟は上告する。1949年7月、最高裁は原判決を破棄・差し戻したが、大阪高裁で再び死刑判決が下り、上告後、1951年2月、最高裁は上告を棄却し、弟の死刑が確定した。
控訴審の後の1952年6月、兄が強盗も殺害も自分が主犯だと認める手紙を残しており、この手紙は弟の再審請求とともに提出されたが、1952年11月、大阪高裁は「証拠価値の比較判断ができないため、明確なる証拠とは認められない」として再審請求を却下した。
1953年3月20日、大阪拘置所にて、弟は死刑を執行された。